# Nemapogon diarthrota
Nemapogon diarthrota är en fjärilsart som beskrevs av Edward Meyrick 1936. Nemapogon diarthrota ingår i släktet Nemapogon och familjen äkta malar. Inga underarter finns listade i Catalogue of Life.